# Leopoldinia piassaba
Leopoldinia piassaba (Wallace ex Archer 1855) es una palma abundante en la parte media y alta de la cuenca del río Negro y en la cuenca alta del río Orinoco en Brasil, Venezuela y Colombia; crece en grandes poblaciones llamadas “fibrales”. La vaina de las hojas es fibrosa, rígida y de color chocolate, y con la edad se rasga en numerosas fibras delgadas y fuertes (de hasta 2 m de largo) que cuelgan sobre el tronco como una vestidura; estas precisamente son el material utilizado para elaborar productos artesanales como: canastos, bandejas, sombreros, carpetas, portavasos, fruteros y otra infinidad de adornos en combinaciones con cerámica y madera (Galeano et al, 2008). Ya fue citada en Flora Brasiliensis por Carl Friedrich Philipp von Martius.

## Etnobotánica
Desde tiempos ancestrales los indígenas Cubeos, Curripacos y Puinaves han utilizado las hojas de esta palma para el techado de sus viviendas y además han utilizado los frutos para su alimentación. Sin embargo la extracción de las hojas de chiquichiqui como materia prima para exportar (para fabricar escobas y cepillos), se inició desde poco antes de los años 30, pero tuvo mayor auge en las décadas del 60 y 70 cuando se exportaba esa fibra Venezuela y Brasil, comercialización que se convirtió en esa época en el primer renglón de la economía de Guainía (Galeano et al, 2008). 
Por otra parte los frutos del chiquichiqui son apreciados por las comunidades indígenas como muy alimenticios y de agradable sabor. Se han reportado casos agudos  de la enfermedad de Chagas por el consumo de estos frutos contaminados por las heces de triatominos (Coura et al. 1994). Las hojas son usadas para el techado de viviendas (Galeano et al, 2008); igualmente Pérez Arbeláez (1978) comenta que con las fibras de las vainas foliares se trenzan cables para amarrar embarcaciones, y que para darles mayor resistencia se deben tratar con sosa cáustica. Acero (2005) reporta que los frutos de esta especie son comestibles por la fauna silvestre, y el mismo autor pero en una publicación del año 2003 afirma que la madera se puede utilizar para tornear y para pisos.

## Taxonomía
Leopoldinia piassaba fue descrito por Wallace ex Archer y publicado en Palm Trees of the Amazon 17. 1853.
Etimología
Leopoldinia: nombre genérico que es nombrado en honor de María Leopoldina de Austria, emperatriz de Brasil.
piassaba: epíteto